# Les Résultats du féminisme
Les Résultats du féminisme er en fransk stumfilm fra 1906 af Alice Guy.